# Ecaterina Mandicevschi
Ecaterina Mandicevschi (n. 10 februarie 1867, Bahrinești, Ducatul Bucovinei, Imperiul Austriac – d. 1957, Cluj-Napoca, Republica Populară Română) a fost o profesoară de muzică și dirijoare de cor română, activă mai ales la Cernăuți, cunoscută pentru contribuția sa la promovarea muzicii clasice și bisericești în Bucovina, precum și pentru implicarea sa în viața culturală locală și națională.

## Biografie
Ecaterina Mandicevschi s-a născut în familia preotului Vasile Mandicevschi și a soției sale Veronica Popovici, fiica profesorului Constantin Popovici de la Institutul Teologic din Cernăuți. Mama sa era o bună pianistă și o mare amatoare de muzică.
Locul unde a urmat studiile primare nu este cunoscut, însă se știe că a absolvit Facultatea de Teologie din Cernăuți, fiind îndrumată în domeniul muzicii de profesorul Isidor Vorobchievici.
După absolvire, a predat teoria muzicală la Liceul Ortodox de fete „Elena Doamna” din Cernăuți. Potrivit jurnalului Schematismus der Bucovinaer gr.-or. Archiepiscopal – Diöcese, în perioada 1908–1912 a lucrat ca asistent de profesor, iar între 1912–1914 a fost profesoară de cânt și dirijoare de cor, promovând creația muzicală a fratelui său, Eusebie Mandicevschi.
Ecaterina Mandicevschi era cunoscută pentru cultura sa muzicală și pentru devotamentul față de liceu și de arta muzicală. Inspectorii care i-au asistat lecțiile o considerau o profesoară remarcabilă, care știa să inspire dragostea pentru muzică elevelor sale.
Pe 22 februarie 1913, Ecaterina Mandicevschi și fratele său Eusebie au organizat o serbare în cinstea scriitorului Iuri Fedkovici, în incinta liceului din Cernăuți. Evenimentul a fost menționat în ziarul Bucovina Nouă din 25 februarie 1913.
Potrivit ziarului Universul din 13 iulie 1919, Ecaterina Mandicevschi a fost numită maestră de muzică la liceul ortodox de fete din Cernăuți. În această perioadă, directoare a instituției era Aspazia Șandru, nepoata lui Eusebie Mandicevschi. Ecaterina a activat acolo până în anul 1941, când, după ocupația sovietică a Basarabiei și Bucovinei de Nord, s-a refugiat în interiorul României.

## Activitate artistică
Ecaterina Mandicevschi a organizat numeroase manifestări culturale dedicate diverselor personalități muzicale. În 1925, a dirijat primul mare concert al corului liceului, susținut la Filarmonica din Cernăuți, care a inclus lucrări de Dumitru Georgescu-Kiriac, Robert Schumann, Eusebie Mandicevschi și Gheorghe Mandicevschi. 
În 1926 a avut loc o prezentare muzicală la Teatrul Național din Cernăuți, intitulată O producție de cântece pentru copii, care a ilustrat cântece populare românești prin tablouri vivante.
Ecaterina Mandicevschi a fost activă și în cadrul Societății Muzicale „Armonia”, înființată în 1881 la Cernăuți de mitropolitul Silvestru Morariu Andrievici, societate dedicată cultivării și răspândirii muzicii naționale, bisericești și lumești. Împreună cu fratele său,Gheorghe Mandicevschi, violoncelist, a participat la numeroase spectacole organizate de această societate.
În 1938, Ecaterina Mandicevschi a donat Bibliotecii Universității din Cernăuți un fond de 251 de lucrări muzicale ale fratelui său Eusebie Mandicevschi, împărțite în 13 mape și 8 volume legate.

## Moștenire
Ecaterina Mandicevschi a lăsat drept moștenire și traduceri în limba ucraineană ale unor lucrări ale lui Ion Creangă, printre care: Moș Ion Roată și Cuza Vodă, Popa Duhul și Moș Ion Roată și Unirea.
A ieșit la pensie în anul 1934, prilej cu care a fost omagiată într-o ceremonie festivă, organizată de cadrele didactice ale liceului și de foste eleve și prieteni.
Ecaterina Mandicevschi a decedat în anul 1957, la Cluj-Napoca, România.